# Analiză numerică
Analiza numerică este studiul algoritmilor pentru problemele de aproximare numerică ale matematicii continue (analiză matematică; compară cu matematică discretă). Aceasta înseamnă ca ea este preocupată în principal cu variabile reale sau complexe, analiza lineară numerică peste corpul numerelor reale sau complexe, soluțiile ecuațiilor transcendente și diferențiale, sau a problemelor înrudite din științe naturale, inginerie, științe economice, etc.